# Полиедар
Полиедар је геометријско тело омеђено са четири или више многоуглова (који се називају стране или пљоснати полиедри) и коме су ивице дужи. Сама реч је настала као сложеница речи поли (πολυς), што значи много, и речи едрон (εδρον), што значи база, површ, седиште.

## Полиедарска површ
Скуп површи многоуглова таквих да је свака страница сваког многоугла уједно и страница још само једног многоугла, образују затворену површ која се назива полиедарска површ. Део геометријског простора који ограничава (затворена) полиедарска површ је унутрашњост полиедарске површи.
Унија полиедарске површи и њене унутрашњости је полиедар.
- Површи многоуглова, од којих се састоји полиедарска површ, називају се стране (или пљосни) полиедра, а странице тих многоуглова називају се ивице полиедарске површи и полиедра.

- Рогљеви које образују стране полиедра са једним заједничким теменом су рогљеви полиедра, а врхови тих рогљева су темена полиедра.
- Свака дуж која спаја два темена полиедра, а не припада ниједној страни полиедра представља дијагоналу полиедра.
- Свака раван коју одређују три темена полиедра и не садржи ниједну страну полиедра представља дијагоналну раван полиедра.

## Подела полиедра
Полиедри могу бити конвексни и неконвексни-конкавни. 
- Полиедар је конвексан уколико свака дуж која спаја његове две произвољне тачке припада том полиедру, у супротном случају полиедар је неконвексан односно конкаван.

### Конвексни Полиедри
- Конвексан полиедар лежи само са једне стране равни сваке своје стране.
- Конвексан полиедар се може представити као пресек коначног броја полупростора одређених равнима његових страна.

### Регуларни полиедри
Полиедар чије су све стране регуларни подударни многоуглови и чији су сви рогљеви подударни назива се регуларан полиедар. 

## Конвексни регуларни полиедри - Платонова тела
Конвексни регуларни полиедри су познати под називом Платонова тела. Њихове стране су подударни правилни многоуглови, а рогљеви су међусобно подударни и конвексни. То значи да су све стране једног полиедра правилни многоуглови са истим бројем n међусобно једнаких страница и у темену сваког рогља се сустиче исти број k тих многоуглова.

## Дуални полиедри
У геометрији полиедри се посматрају у паровима. Сваком полиедру одговара дуални полиедар који настаје метаморфозом датог полиедра у којој:
- сваком темену полазног полиедра одговара страна новог полиедра
- свакој страни полазног полиедра одговара теме новог полиедра
- свакој ивици полазног полиедра одговара ивица новог полиедра.

### Особине
- Страна прелази у теме новог полиедра, а њено теме у страну која садржи то теме.
- Теме прелази у страну новог полиедра, а свака страна чије је то теме у теме те стране.
- Ивица која спаја два темена прелази у заједничку ивицу две одговарајуће стране новог полиедра.
- Заједничка ивица две суседне стране полиедра прелази у ивицу која спаја одговарајућа темена новог полиедра.
- Свака страна полиедра је полигон са одређеним бројем својих темена. Метаморфозом полигон прелази у теме, а његова темена у стране новог полиедра чије је то теме, односно страни одовара рогаљ.
- Свако теме полиедра је теме једног његовог рогља. Теме прелази у страну, а стране полиедра које се сустичу у том темену (стране рогља) у темена која припадају тој страни новог полиедра.
- Дуални полиедар дуалног полиедра је полазни полиедар.

## Дуални полиедри – Платонова тела
Стране конвексног регуларног полиедра типа {n, k} су правилни полигони са n темена. Страна се пресликава у теме новог полиедра a, а њена темена у стране новог полиедра које се сустичу у том темену. Добија се рогаљ са n страна.
Темена конвексног регуларног полиедра типа су {n, k} су темена подударних рогљева са k страна. Теме рогља прелази у страну, а његове стране (односно стране полиедра које се сустичу у том темену) у k темена те стране новог полиедра.
- Дуални полиедар конвексног регуларног полиедра типа {n, k} је конвексни регуларни полиедар типа {k, n}.

## Нумеричке карактеристике Платонових тела
Карактеристика полиедра:
- n – број темена (страница) стране полиедра
- k – број страна које се сустичу у истом темену
- T – број темена полиедра
- S – број страна полиедра
- I – број ивица полиедра

Диедар чине две суседне стране са заједничком ивицом која представља ивицу диедра. Сви диедрални углови једног Платоновог тела су међусобно једнаки. Диедрални угао се очитава у равни нормалној на ивицу диедра.

## Платонова тела -тетраедар
- 4 темена
- 6 ивица
- 4 стране
- Диедрални угао: 70.53°

### Формуле
| Површина                   | {\displaystyle P={\sqrt {3}}a^{2}}                                                                         |
| Запремина                  | {\displaystyle V={\begin{matrix}{1 \over 12}\end{matrix}}{\sqrt {2}}a^{3}}                                 |
| Полупречник описане сфере  | {\displaystyle r_{o}\,=\,{\frac {\sqrt {6}}{4}}\,a\approx 0{,}61\,a}                                       |
| Полупречник уписане сфере  | {\displaystyle r_{u}\,=\,{\frac {\sqrt {6}}{12}}\,a\approx 0{,}20\,a}                                      |
| Висина                     | {\displaystyle h=r_{o}+r_{u}\,=\,{\frac {\sqrt {6}}{3}}\,a\,=\,{\sqrt {\frac {2}{3}}}\,a\approx 0{,}82\,a} |
| Угао између ивице и површи | {\displaystyle arctg{\sqrt {2}}\approx 55^{\circ }}                                                        |
| Угао између две површи     | {\displaystyle \arccos {1/3}=arctg2{\sqrt {2}}\approx 71^{\circ }}                                         |

## Платонова тела –хексаедар
- 8 темена
- 12 ивица
- 6 страна
- Диедрални угао: 90°

### Формуле
| Површина                  | {\displaystyle S=6a^{2}\,}                                       |
| Запремина                 | {\displaystyle V=a^{3}\,}                                        |
| Мала дијагонала           | {\displaystyle d_{1}=a{\sqrt {2}}}                               |
| Велика дијагонала         | {\displaystyle d_{2}=a{\sqrt {3}}}                               |
| Полупречник уписане сфере | {\displaystyle r_{u}={\frac {a}{2}}}                             |
| Полупречник описане сфере | {\displaystyle r_{o}={\frac {d_{2}}{2}}=a{\frac {\sqrt {3}}{2}}} |

## Платонова тела –октаедар
- 6 темена
- 12 ивица
- 8 страна
- Диедрални угао: 109.47°

### Формуле
| Површина                  | {\displaystyle S=2{\sqrt {3}}a^{2}}           |
| Запремина                 | {\displaystyle V={\frac {\sqrt {2}}{3}}a^{3}} |
| Полупречник описане сфере | {\displaystyle r_{o}={\frac {\sqrt {2}}{2}}a} |
| Полупречник уписане сфере | {\displaystyle r_{u}={\frac {\sqrt {6}}{6}}a} |

## Платонова тела –додекаедар
- 20 темена
- 30 ивица
- 12 страна
- Диедрални угао: 116.56°

### Формуле
| Површина                  | {\displaystyle S=3{\sqrt {25+10{\sqrt {5}}}}\,a^{2}}                       |
| Запремина                 | {\displaystyle V={\frac {1}{4}}\left(15+7{\sqrt {5}}\right)a^{3}}          |
| Полупречник уписане сфере | {\displaystyle r_{u}={\frac {\sqrt {5}}{20}}{\sqrt {50+22{\sqrt {5}}}}\,a} |
| Полупречник описане сфере | {\displaystyle r_{o}={\frac {\sqrt {3}}{4}}\left(1+{\sqrt {5}}\right)\,a}  |

## Платонова тела –икосаедар
- 12 темена
- 30 ивица
- 20 страна
- Диедрални угао: 138.19°

## Формуле
| Површина                  | {\displaystyle P=5{\sqrt {3}}a^{2}}                                        |
| Запремина                 | {\displaystyle V={\frac {5}{12}}\left(3+{\sqrt {5}}\right)a^{3}}           |
| Полупречник уписане сфере | {\displaystyle r_{u}={\frac {a}{12}}{\sqrt {3}}\left(3+{\sqrt {5}}\right)} |
| Полупречник описане сфере | {\displaystyle r_{o}={\frac {a}{4}}{\sqrt {10+2{\sqrt {5}}}}}              |

## Изометрија полиедра
Узајамно једнозначно пресликавање f: T1 → T2 полиедара (тела) T1, T2 у коме долази до очувања метрике односно очувања растојања између тачака је изометрично пресликавање или изометрија.
Геометријске трансформације: транслација, ротација, рефлексија и њихова композиција (узастопно извођење) у произвољном поретку и произвољном броју су изометричне трансформације.

## Симетрије полиедра
Изометрично пресликавање f : T → T полиедара T у самог себе је симетрија.
Група симетрија сваког полиедра садржи све могуће ротације и све могуће рефлексије које полиедар пресликавају у самог себе.
Композиција симетрија једног полиедра (у произвољном поретку) је такође једна симетрија из групе свих могућих симетрија тог полиедра.

### Општа теорија
- Weisstein, Eric W. „Polyhedron”. MathWorld.
- Polyhedra Pages
- Uniform Solution for Uniform Polyhedra by Dr. Zvi Har'El
- Symmetry, Crystals and Polyhedra

### Списак и база података полиедара
- Virtual Reality Polyhedra - The Encyclopedia of Polyhedra
- Electronic Geometry Models - Contains a peer reviewed selection of polyhedra with unusual properties.
- Polyhedron Models - Virtual polyhedra
- Paper Models of Uniform (and other) Polyhedra

### Слободни софтвер
- A Plethora of Polyhedra – An interactive and free collection of polyhedra in Java. Features includes nets, planar sections, duals, truncations and stellations of more than 300 polyhedra.
- Hyperspace Star Polytope Slicer - Explorer java applet, includes a variety of 3d viewer options.
- openSCAD - Free cross-platform software for programmers. Polyhedra are just one of the things you can model. The openSCAD User Manual is also available.
- OpenVolumeMesh - An open source cross-platform C++ library for handling polyhedral meshes. Developed by the Aachen Computer Graphics Group, RWTH Aachen University.
- Polyhedronisme Архивирано на веб-сајту  (25. април 2012) - Web-based tool for generating polyhedra models using Conway Polyhedron Notation. Models can be exported as 2D PNG images, or as 3D OBJ or VRML2 files. The 3D files can be opened in CAD software, or uploaded for 3D printing at services such as Shapeways Архивирано на веб-сајту  (17. фебруар 2014).

### Ресурси за прављење физичких модела
- Paper Models of Polyhedra Free nets of polyhedra
- Simple instructions for building over 30 paper polyhedra
- Polyhedra plaited with paper strips - Polyhedra models constructed without use of glue.